# Wołgogradtielefilm
Wołgogradtielefilm (ros. Волгоградтелефильм) – radzieckie studio filmów animowanych z siedzibą w Wołgogradzie.

## Wybrana filmografia

### Filmy animowane
- 1981: Sprytny żabuś
- 1984: Nie chcę, nie będę